# Siemens-Elema
Siemens-Elema AB var ett av Siemens dotterbolag i Sverige.

## Historik
Företaget bildades 1956 som Elema-Schönander AB genom sammanslagning av Järnhs Elektriska AB, Elektriska AB Georg Schönander, Elema och KIFA. År 1959 köptes företaget av Siemenskoncernen och 1972 bildades Siemens-Elema AB. Företaget var med och tog fram världens första pacemaker som presenterades 1958. Företaget hade under lång tid sitt huvudkontor i Hagalund, Solna stad och tillverkning i en angränsande byggnad i Solna och Sundbyberg. En del av företaget (Pace-divisionen) såldes till amerikanska Pacesetter 1994 och är idag St. Jude Medical AB. Divisionen Life Support Systems (LSS) forskade inom, utvecklade och producerade servoventilatorer med ”Servo feedback system” och ”anestesisystem”, till exempel KION. Divisionen Life Support Systems såldes 2003 till Getingekoncernen och heter i dag Maquet Critical Care. Stora delar av röntgendivision flyttades under år 2003 till Siemensbolag i Tyskland och Spanien. Resterade del integrerades som en del av Siemens AB. 